# Lestrade-et-Thouels
Lestrade-et-Thouels är en kommun i departementet Aveyron i regionen Occitanien i södra Frankrike. Kommunen ligger  i kantonen Saint-Rome-de-Tarn som ligger i arrondissementet Millau. År 2022 hade Lestrade-et-Thouels 442 invånare.

## Befolkningsutveckling
Antalet invånare i kommunen Lestrade-et-Thouels
Referens: INSEE